# Crew Dragon Endeavour

Endeavour při připojování k ISS, 24. dubna 2021.

Crew Dragon Endeavour (kabina Dragon 2 - C206) je kabina Crew Dragon, vyrobená společností SpaceX a využívaná NASA k dopravě astronautů na mezinárodní vesmírnou stanici ISS v rámci programu komerčních letů s posádkou (Commercial Crew Program). Kabina byla využita k testovacímu letu SpX DM-2 a od té doby létá k ISS v rámci spolupráce SpaceX s NASA a společností Axiom Space. Dosud absolvovala 5 letů, z toho čtyři dlouhodobé.

## Pojmenování
Při videoprohlídce kabiny krátce po startu prvního letu Demo-2 členové posádky Douglas Hurley a Robert Behnken oznámili, že svou loď Endeavour (česky Úsilí nebo Snažení) pojmenovali podle stejnojmenného raketoplánu z programu Space Shuttle. Rozhodli se tak, protože chtěli ocenit "neuvěřitelné úsilí", které SpaceX a NASA před prvním letem lodi Crew Dragon vynaložily. Současně touto svou volbou připomněli, že právě v raketoplánu Endeavour oba absolvovali své první kosmické mise – Hurley STS-127 a Behnken STS-123.

## Lety
| Mise            | Znak | Start (UTC)               | Přistání (UTC)              | Posádka                                                                       | Délka                        | Poznámka | Výsledek |
| --------------- | ---- | ------------------------- | --------------------------- | ----------------------------------------------------------------------------- | ---------------------------- | --- | -------- |
| Demo-2          |      | 30. května 2020, 19:22:45 | 2. srpna 2020, 18:48:06     | - Douglas Hurley - Robert Behnken                                             | 63 dní, 23 hodin a 25 minut  | První let lodi lodi Crew Dragon s lidskou posádkou. Zároveň první pilotovaný let z americké půdy na oběžnou dráhu od STS-135 v červenci 2011 a současně také první let s posádkou soukromé společnosti. Let byl prodloužen ze dvou týdnů na více než dva měsíce.                                               | Úspěšná  |
| Crew-2          |      | 23. dubna 2021, 09:49:02  | 9. listopadu 2021, 03:33:16 | - R. Shane Kimbrough - K. Megan McArthurová - Akihiko Hošide - Thomas Pesquet | 199 dní, 17 hodin a 44 minut | Méně než týden po prvním letu Endeavouru, NASA povolila SpaceX znovupožití lodí Dragon a raket Falcon 9 pro lety s lidskou posádkou. Crew-2 je prvním takovým letem. Zajímavost: K. Megan McArthurová je manželkou Roberta Behnkena. Při letu Crew-2 měla i stejné sedadlo, jaké měl její manžel na misi DM-2. | Úspěšná  |
| Axiom Mission 1 |      | 8. dubna 2022, 15:17:12   | 25. dubna 2022, 17:06       | - Michael López-Alegría - Eytan Stibbe - Larry Connor - Mark Pathy            | 17 dní, 1 hodina a 49 minut  | První let lodi Crew Dragon objednaný firmou Axiom Space a první plně privátní let k Mezinárodní vesmírné stanici. | Úspěšná  |
| Crew-6          |      | 2. března 2023, 05:34:14  | 4. září 2023, 04:17         | - Stephen Bowen - Warren Hoburg - Sultán an-Nejádí - Andrej Feďajev           | 185 dní, 22 hodin a 43 minut | Let pro NASA za účelem dopravy další dlouhodobé posádky na ISS (Expedice 69) | Úspěšná  |
| Crew-8          |      | 4. března 2024, 03:53:38  | 25. října 2024, 07:29:02    | - Michael Barratt - Matthew Dominick - Jeanette Eppsová - Alexandr Grebjonkin | 235 dní, 3 hodiny, 35 minut  | Let pro NASA za účelem dopravy další dlouhodobé posádky na ISS (Expedice 71). Dosud nejdelší let lodi Crew Dragon. | Úspěšná  |

## Galerie

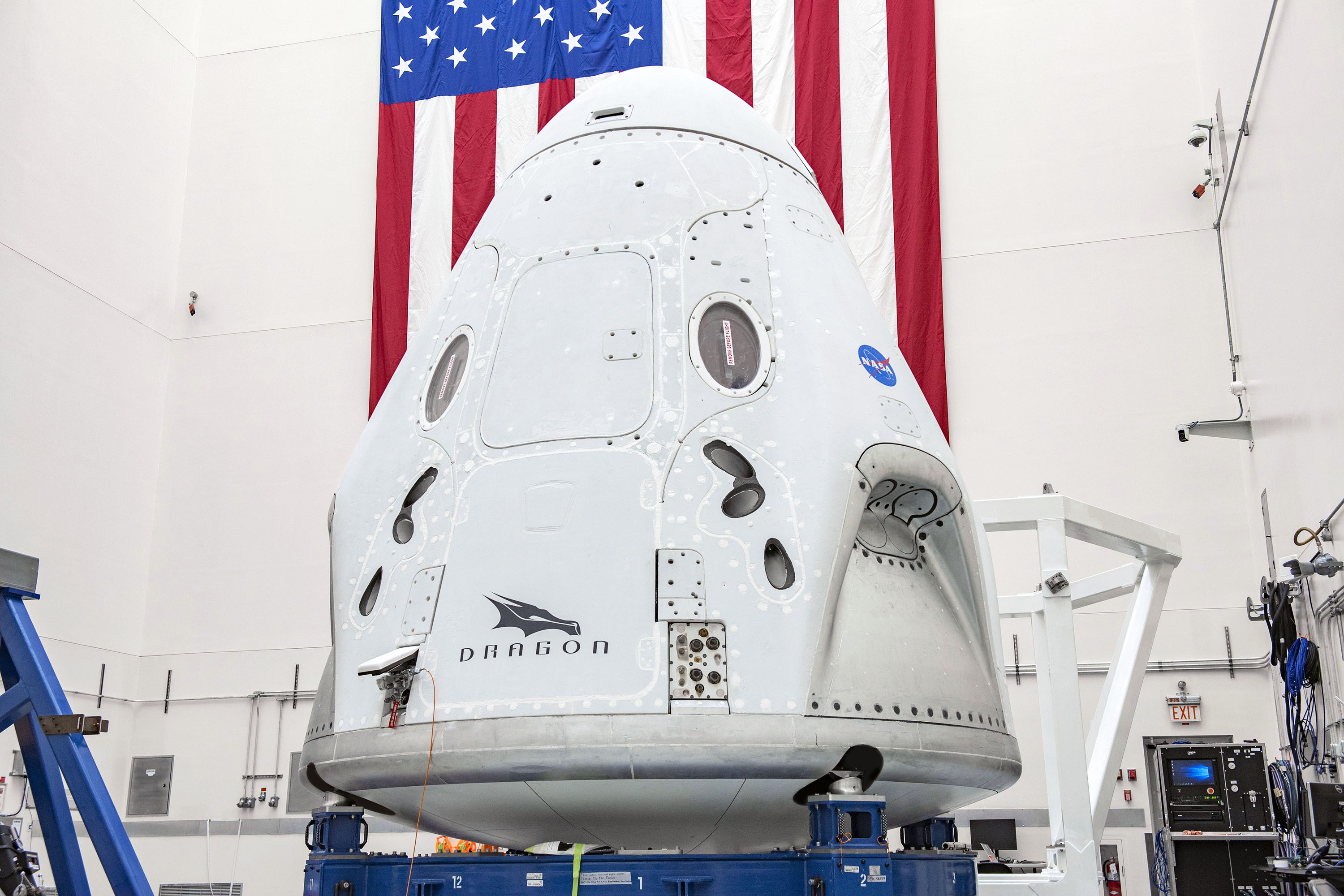
Crew Dragon Endeavour na Mysu Canaveral v dubnu 2020
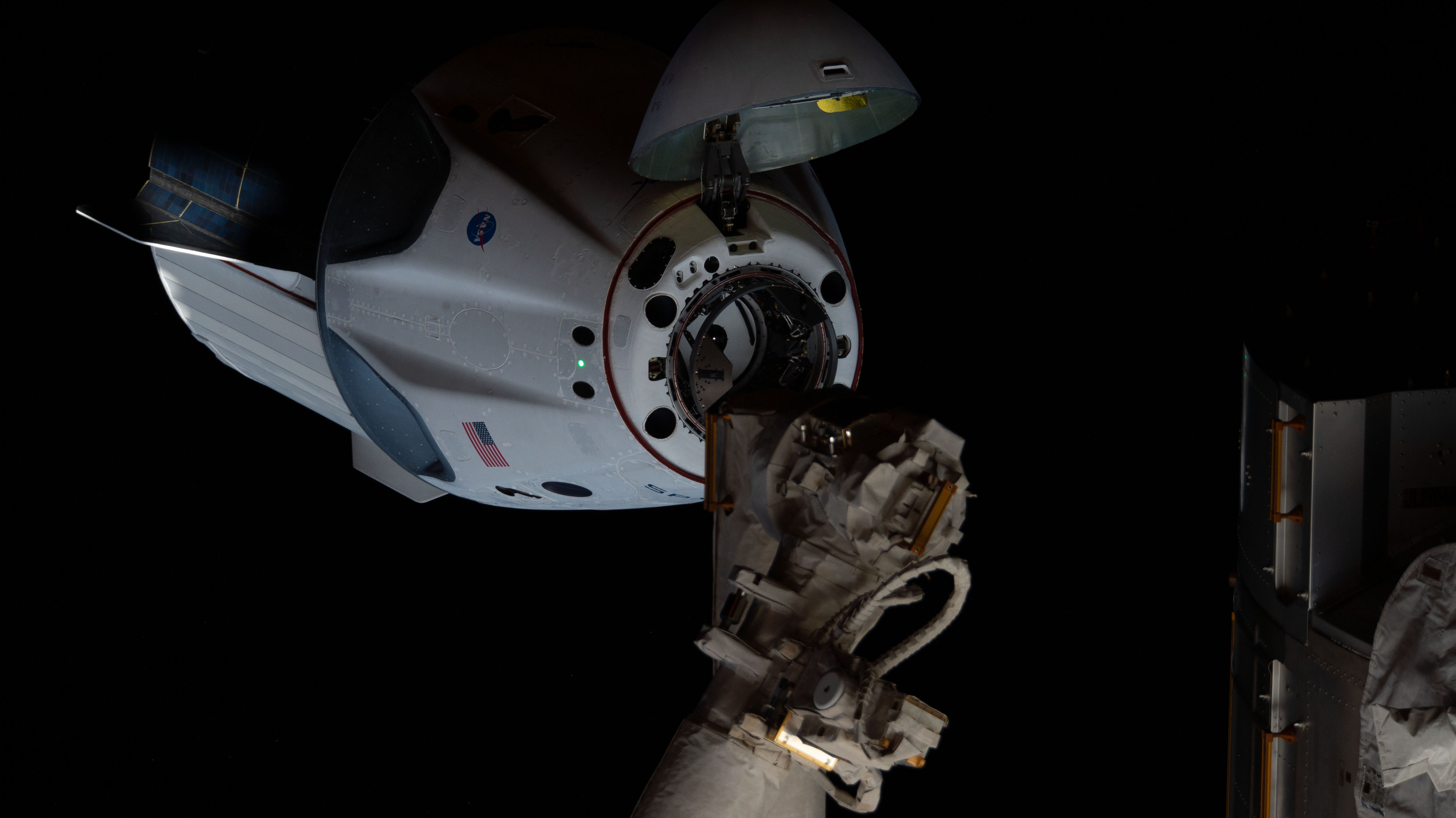
Crew Dragon Endeavour při dokování k ISS (SpX DM-2)
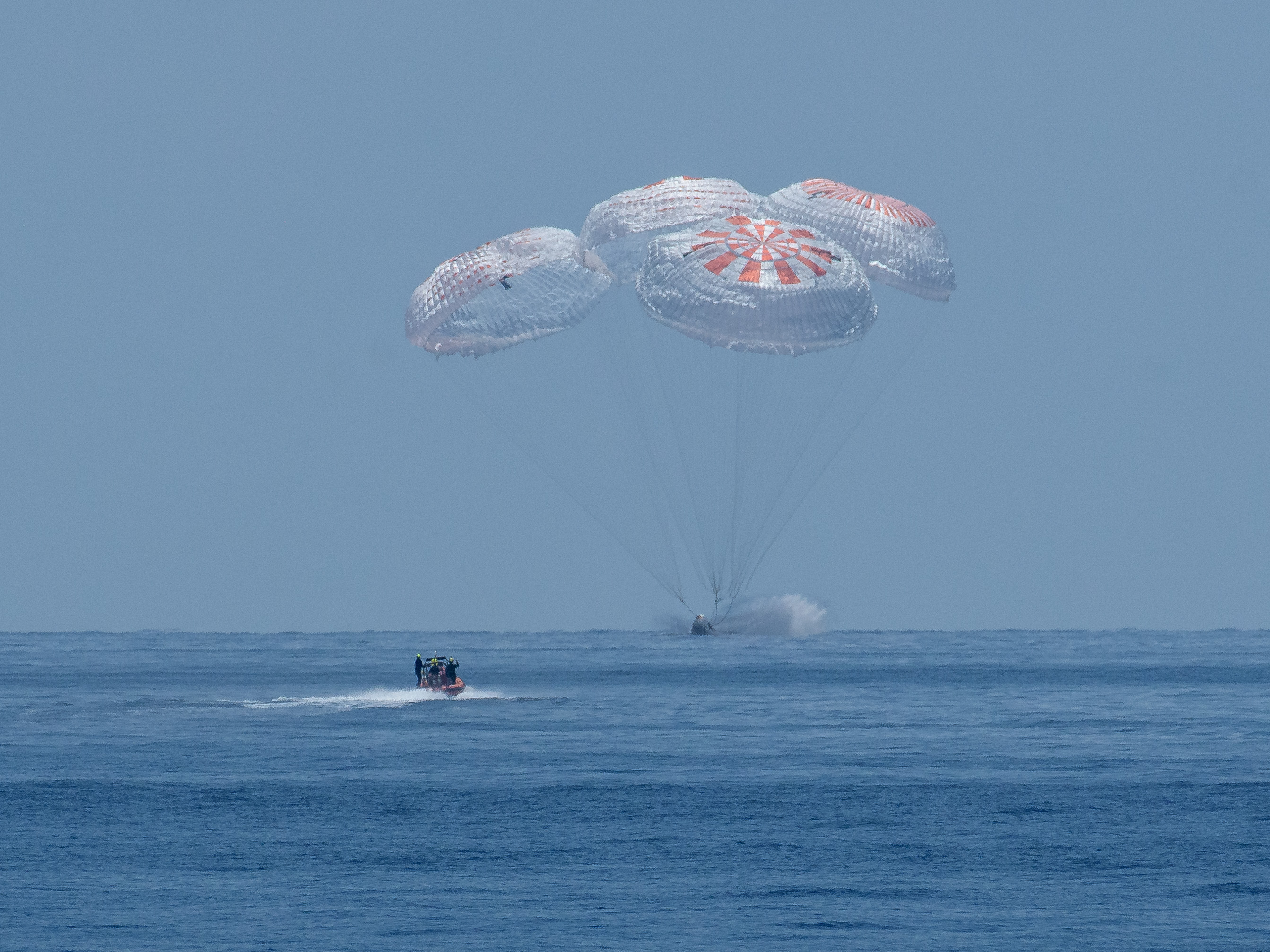
Crew Dragon Endeavour při přistání do Mexického zálivu (SpX DM-2)
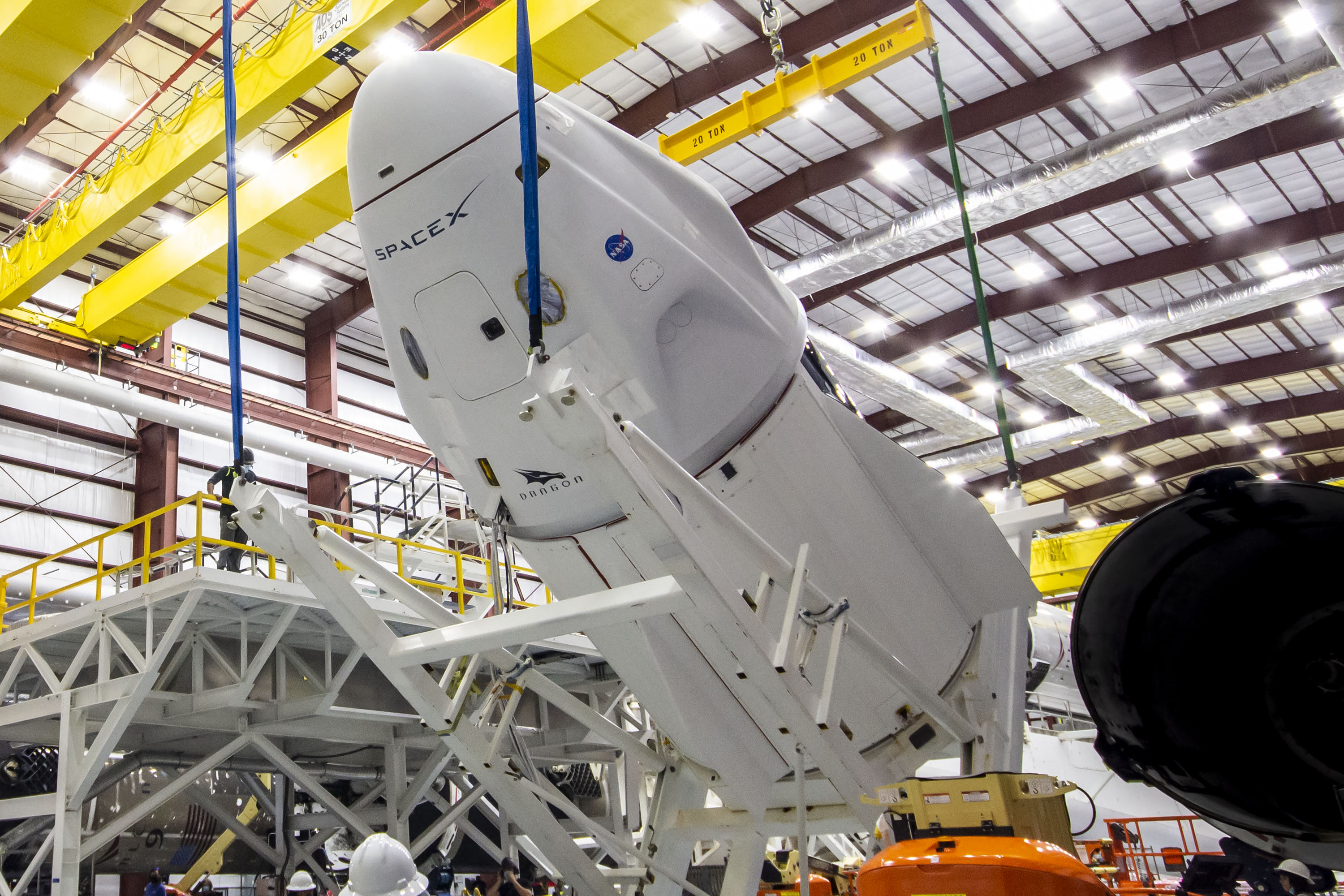
Příprava Crew Dragonu na misi SpX Crew-2
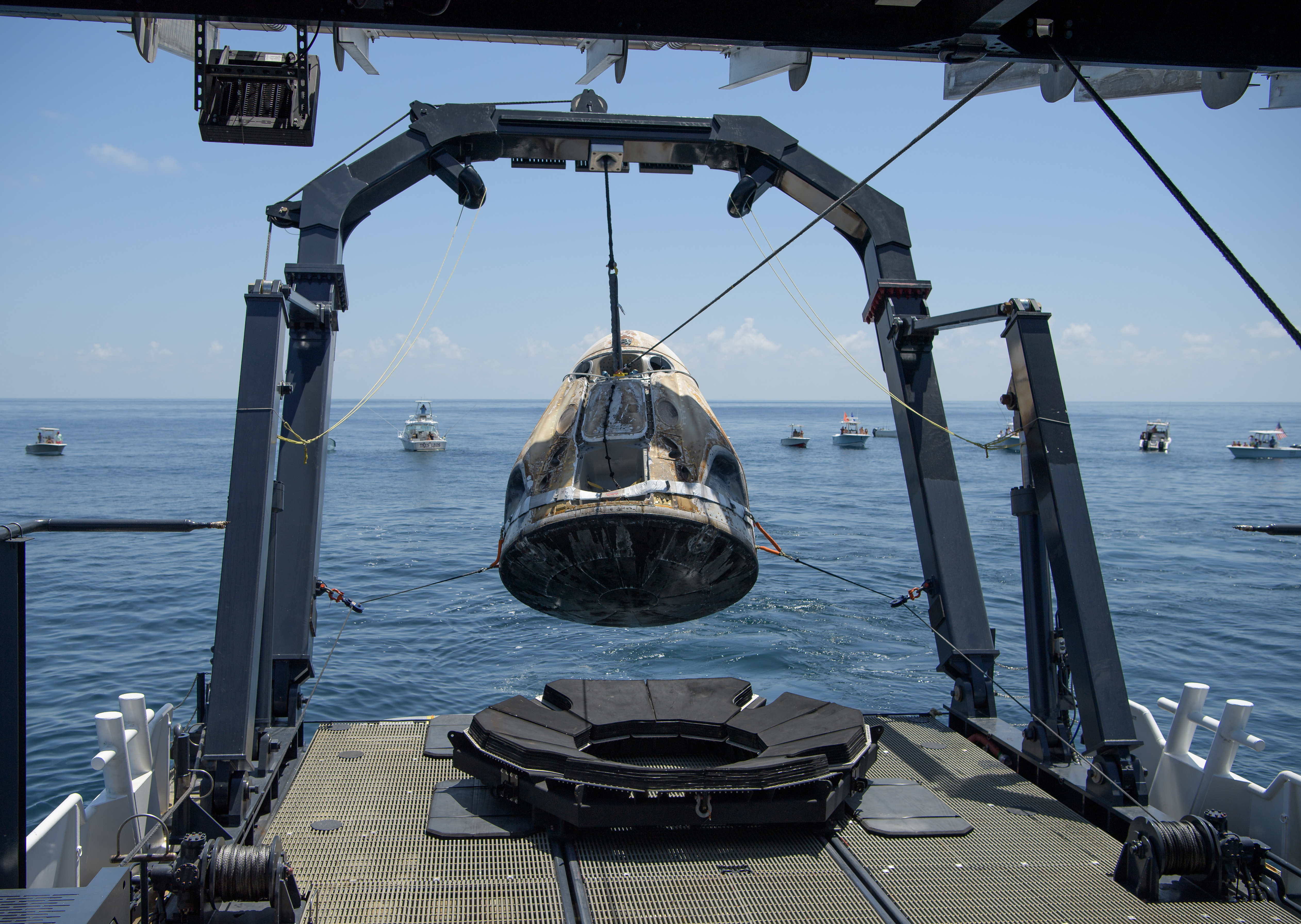
Crew Dragon Endeavour po přistání misi (SpX DM-2)